# 阿尔内·约翰松
阿尔内·约翰松（瑞典語：Arne Johansson，1915年2月25日—1956年10月12日），瑞典男子冰球运动员，场上位置是守门员。他曾代表瑞典国家队参加1948年冬季奥林匹克运动会冰球比赛，获得第4名。